# Edward L. Wilson
Edward L. Wilson (Ferndale, 5 de setembro de 1931) é um engenheiro civil estadunidense.
É conhecido por suas contribuições para o desenvolvimento do método dos elementos finitos.
Foi professor de engenharia da cadeira T.Y. and Margaret Lin da Universidade da Califórnia em Berkeley. É atualmente professor emérito de engenharia civil e ambiental da Universidade da Califórnia em Berkeley. Wilson é membro da Academia Nacional de Engenharia dos Estados Unidos e foi laureado com o The John von Neumann Award.
Wilson é considerado um dos pioneiros no campo do método dos elementos finitos e suas aplicações. A ele é creditado ter escrito o primeiro programa computacional amplamente aceito para análise estrutural (SAP) e é coautor do conhecido livro sobre elementos finitos "Numerical Methods in Finite Element Analysis", com Klaus-Jürgen Bathe.

## Educação
Wilson graduou-se e obteve os títulos de mestrado e doutorado na Universidade da Califórnia em Berkeley, em 1955, 1959 e 1963, respectivamente, orientado por Ray W. Clough.